# مردان چوب‌کبریتی
مردان چوب‌کبریتی (به انگلیسی: Matchstick Men) فیلمی در ژانر جنایی، سرقت، و کمدی-درام به کارگردانی ریدلی اسکات است که در سال ۲۰۰۳ منتشر شد. این فیلم بر اساس رمانی به همین نام، نوشتهٔ اریک گارسیا ساخته شده‌است.

## بازخورد
مردان چوب‌کبریتی در متاکریتیک از مجموع ۳۸ نقد امتیاز ۶۱ از ۱۰۰ را گرفت که نشان دهنده نقد های «عموماً مطلوب» است.           همچین راجر ایبرت به این فیلم چهار ستاره داد(از چهار ستاره) و آن را برای چندین نامزدی اسکار توصیه کرد که از مهمترین آن ها بازیگری نیکلاس کیج و فیلمنامه بود.

## بازیگران
- نیکولاس کیج
- سام راکول
- الیسون لومن
- بروک آلتمن
- بروس مک‌گیل
- جنی اوهارا
- بت گرانت

## داستان
«والر» (نیکلاس کیج) یک جاعل و کلاهبردار بزرگ و ماهر اما به شدت وسواسی و روان‌پریش است. والر برای اینکه مشکلات روحی روانی بر روی حرفه‌اش تأثیر نگذارد به اجبار تحت مداوای دکتر کلین قرار می‌گیرد. دکتر کلین برای درمان او تصمیم می‌گیرد وی را با دختر ۱۵ ساله‌اش «آنجلا» (الیسون لومن) که والر تاکنون او را ندیده و از وجودش نیز خبری ندارد مواجه کند. ۱۴ سال پیش، در همان آغاز ازدواج، همسر باردار والر او را ترک کرده و بنابراین والر هرگز دخترش را ندیده‌است. حال آنجلا برای یک تعطیلات کوتاه نزد پدرش می‌آید. بازگشت او والر را در موقعیت تازه و دشواری قرار می‌دهد.